# Nissan Qashqai
El Nissan Qashqai, Dualis, Xiaoke o Rogue Sport és un tot camí del segment C produït pel fabricant d'automòbils japonès Nissan des de l'any 2007. El Qashqai és un cinc portes amb xassís monocasc, disponible amb tracció davantera i tracció a les quatre rodes.
Va ser presentat oficialment al Saló de l'Automòbil de París de 2006, i la seva plataforma és la mateixa dels Renault Mégane i Renault Scénic de segona generació i del Nissan Sentra B16. Juntament amb el Nissan Tiida, el Qashqai reemplaça indirectament al Nissan Almera, encara que el seu sistema de tracció li permet tocar altres segments del mercat. Se situa per sobre del Nissan Juke i per sota del Nissan X-Trail. Entre els seus rivals es troben l'Honda CR-V, Hyundai Tucson, Citroën C5 Aircross, Kia Sportage, Toyota RAV4, Opel Grandland X, Peugeot 3008, Renault Kadjar (amb el qual comparteix plataforma mecànica), SEAT Ateca i Volkswagen Tiguan .
Qashqai és un poble nòmada del sud-oest de l'Iran. La denominació Dualis s'utilitza al Japó i Austràlia. A la Xina, el model s'anomenaria CCUV (Compact Crossover Utility Vehicle, o " vehicle esportiu utilitari compacte"), però després se li va canviar la seva designació a Xiaoke. A Amèrica del Nord, es comercialitza una versió més llarga i amb aspecte diferent sota el nom Nissan Rogue .

## Nissan Qashqai J10 (2007–2013)

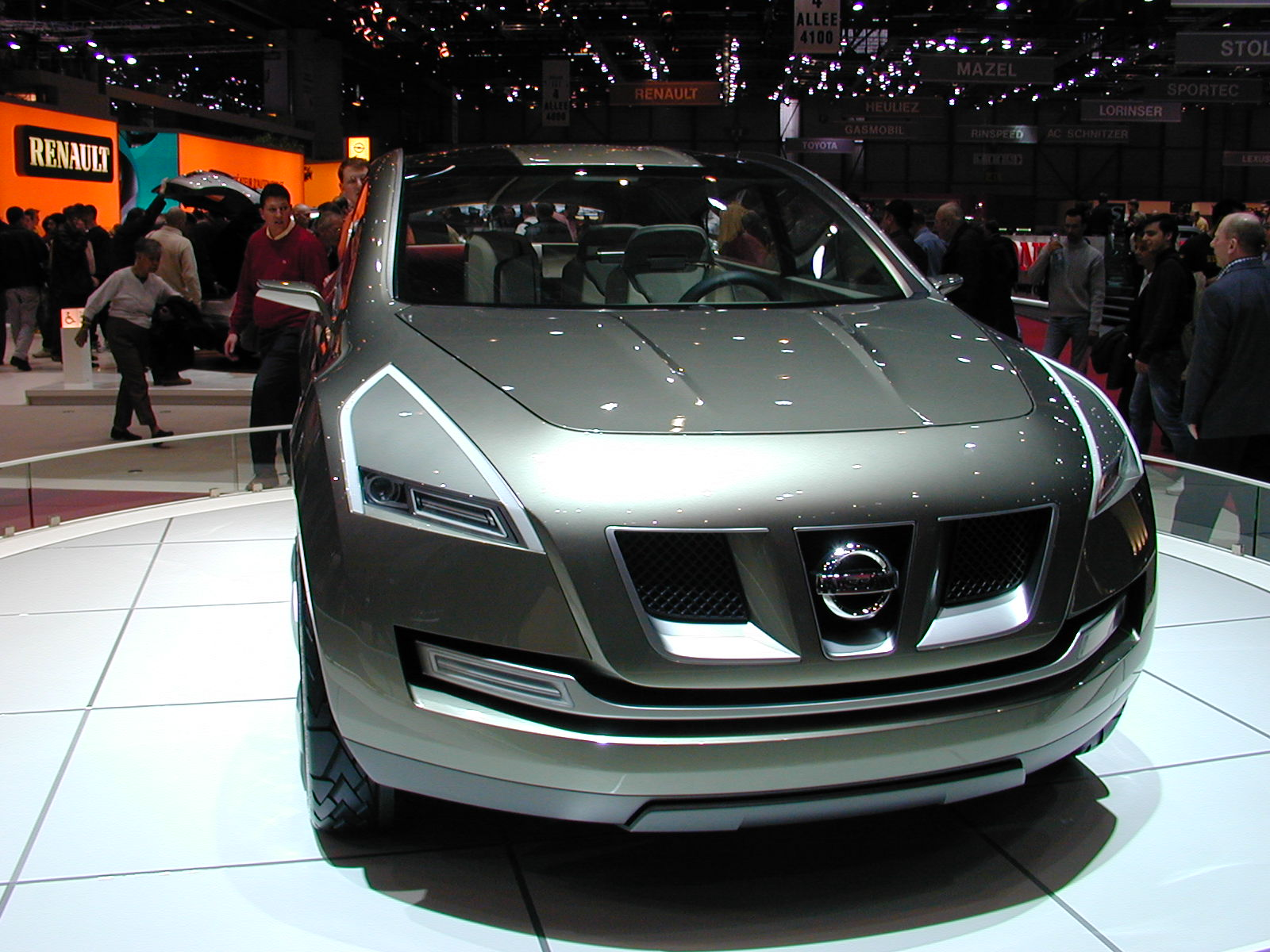
Concept Nissan Qashqai 2004.

Es va presentar com a concepte el 2004 mesos després va sortir la versió comercial del model. El Qashqai té motor davanter transversal; les seves quatre motoritzacions són de quatre cilindres. Els gasolina són un 1.6 litres de 115 CV de potència màxima i un 2.0 litres de 140 CV, mentre que els dièsel són un 1.5 litres de 106 CV i un 2.0 litres de 150 CV, tots dos d'origen Renault i amb turbocompressor de geometria variable i injecció directa common-rail. El disseny del motor està pensat més per optimitzar el consum i reduir emissions que per proporcionar una gran potència, senyals propis d'un utilitari. Disposa de nombrosos sistemes d'ajuda i seguretat en la conducció més propis d'un cotxe urbà que no pas d'un tot terreny a l'ús. A més, ofereix la possibilitat de compartimentar l'espai, reclinant els seients del darrere, triplicant la seva capacitat de càrrega.

### Desenvolupament i vida comercial
El Qashqai és el primer model de Nissan dissenyat en la seva totalitat al Nissan Design Europe, a Londres, Anglaterra. El desenvolupament tècnic es va fer al Nissan Technical Centre, a les seves dues oficines tècniques Integrades a Cranfield, Anglaterra ia Barcelona Espanya, i la producció es realitza a la planta Nissan a Sunderland, Anglaterra, ia Kyushu, Japó.
En el seu llançament, el Qashqai s'oferia únicament amb cinc places. A l'abril de 2008, es va presentar una variant de set places anomenada Qashqai+2, amb una batalla i voladís del darrere estesos;. El llarg d‟aquest model ha incrementat fins a 4,52 metres (aconseguint que l‟espai del maleter, amb la tercera fila de seients plegada, augmenti fins a 500 litres). La distància deixos ha augmentat en 13 cm. Encara que comparteix la majoria de detalls amb el Qashqai normal, com ara motoritzacions i gammes d'equipament, hi ha algunes diferències com el sostre panoràmic que al +2 ve de sèrie (i és una mica més gran), els rails, i la tercera finestra més gran.

## Nissan Qashqai J10 (2010–2014)
El 2010, el model va rebre una actualització amb un petit rentat de cara.
El Qashqai va obtenir el rècord de 36,83 punts de 37 en les proves protecció a ocupants adults en impactes frontals i laterals de l' EuroNCAP .
Als deu mesos del llançament a Europa, Nissan va superar les 100.000 unitats venudes. Per satisfer l'alta demanda, Nissan va haver d'elevar la producció del Qashqai en un 20% a la fàbrica de Sunderland.

## Nissan Qashqai J11 (2014–2018)

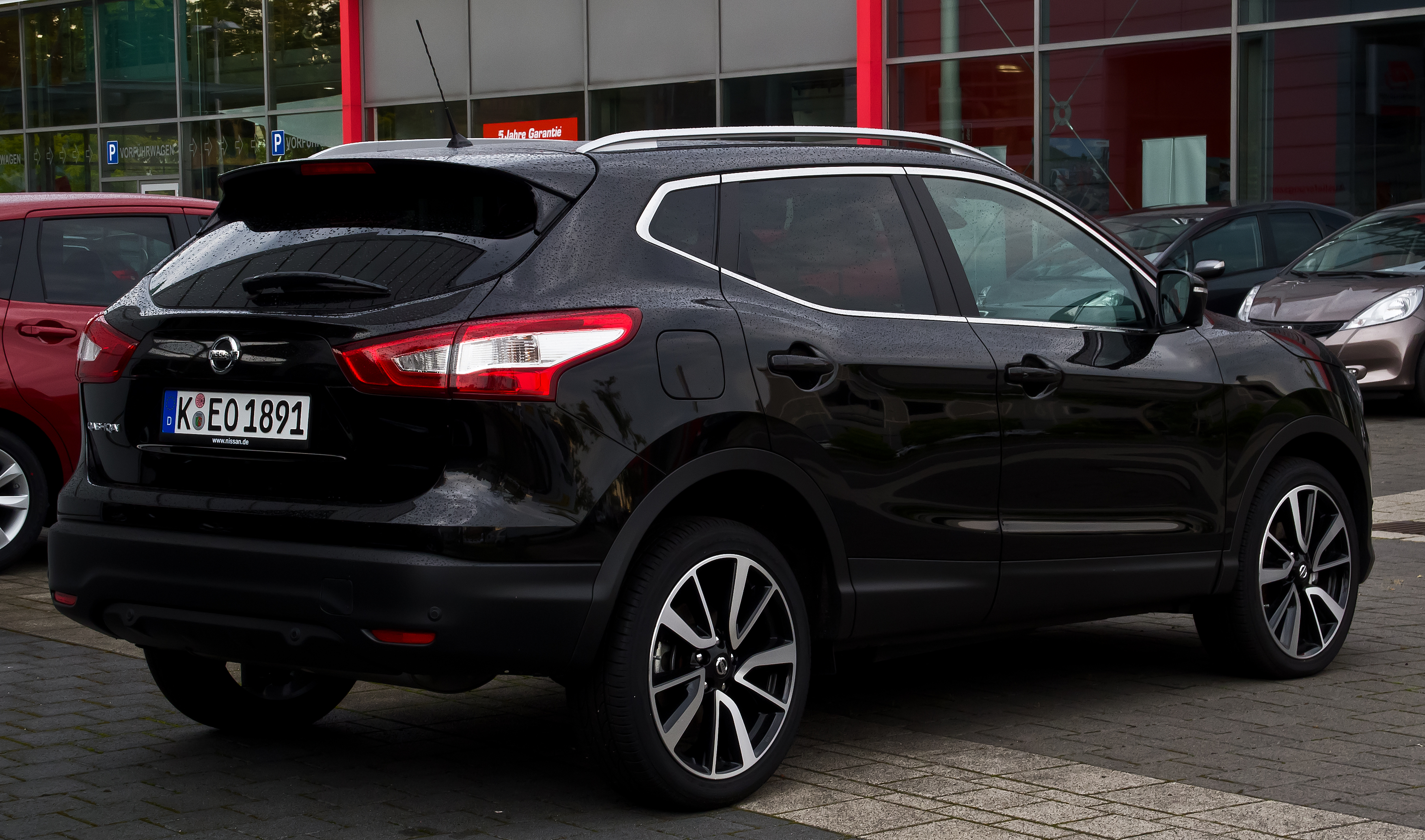
Nissan Qashqai II

Al novembre de 2013 Nissan llança, set anys més tard, una nova versió de la seva crossover insígnia. Presenta un exterior amb un perfil més aerodinàmic, renovat a l'exterior i interior, amb línies anguloses i figures geomètriques per als fars. El sistema de lluminós s'ha actualitzat als estàndards, llums LED per a conducció diürna, bi-xenó per a llums de creuament. A l'interior, abandona les línies sòbries i la practicitat per un estil més elaborat, luxós i atractiu. De sèrie compta amb un ampli equipament des de l'acabat més senzill fins a la versió Full Extras.
A més dels sistemes habituals en seguretat i confort, porta de sèrie elements no tan habituals en altres vehicles, consum eficient de combustible i altres amenitats que el converteixen en el vehicle insígnia de la NISSAN a nivell internacional. Asimis, posseeix altres característiques com: control de creuer i limitador de velocitat, assistent d'arrencada en pendent, control de xassís, indicador pressió pneumàtics, Sistema de So amb Bluetooth, fre de mà electrònic, Aire condicionat bimodal, sostre panoràmic, ordinador de viatge amb pantalla TFT 5", fars Bi-Xenon, llum de dia amb fars LED, Miralls elèctrics, Volant Multifunció i Ajustable, Seients Elèctrics, Calefacció de Seients, descansa braços central-davanter i del darrere, Bosses d'Aire, Racks de Sostre, Cambra de reversa i sensors, Cèrcols de Luxe i altres.
Igualmente, según los tipos de versiones, incorpora de fábrica otros elementos como escudo de protección inteligente, sensores de aparcamiento delanteros y traseros, cámara de visión de 360°, activación de luces y limpiaparabrisas automática, faros antiniebla, llave inteligente, botón de encendido start-stop, sistema de conexión Nissan con navegador, cristales traseros oscurecidos, llantas de 16" a 19", retrovisores abatibles eléctricamente, asistente de aparcamiento automático, asiento conductor con ajustes eléctricos, asientos delanteros calefactados, barras en techo, faros Bi LED, tapicería de piel o alcántara.
Principals característiques (novembre de 2014):
- Motors: Als dos motors dièsel (110 i 130 cv) i un de benzina (115 cv), a partir del novembre del 2014, segons mercats, s'incorpora un nou motor benzina de 163 cv.
- Caixes de canvi: Manual (6 velocitats) i automàtica xtronic (de variador continu). L'automàtica pot anar associada al motor de benzina de 115 cv. i al motor dièsel de 130 cv.
- Sistemes de tracció: Davantera i total (4x4). La total només es pot associar al motor dièsel de 130 cv. i canvi manual.
- Acabats: Es pot triar entre 4 diferents acabats: Visia (accés a la gamma), Acenta, 360 i Tekna Premium (topall de gamma).
- Compaginant els acabats, motors, caixes de canvi i tipus de tracció (segons les limitacions comentades anteriorment) tenim 28 possibles combinacions.

|          | Dièsel 1,5 dCI | Dièsel 1,6 dCI | Benzina 1,2 DIG-T | Benzina 1,6 DIG-T |
| -------- | -------------- | -------------- | ----------------- | ----------------- |
| Potència | 110 cavalls    | 130 cavalls    | 115 cavalls       | 163 cavalls       |
| Consum   | 3,8 litres     | 4,4 litres     | 5,6 litres        | 5,9 litres        |

La producció del Qashqai de segona generació va començar el 24 de gener de 2014 a la planta de Sunderland (Regne Unit).

## Nissan Qashqai J11 F (2018-2021)

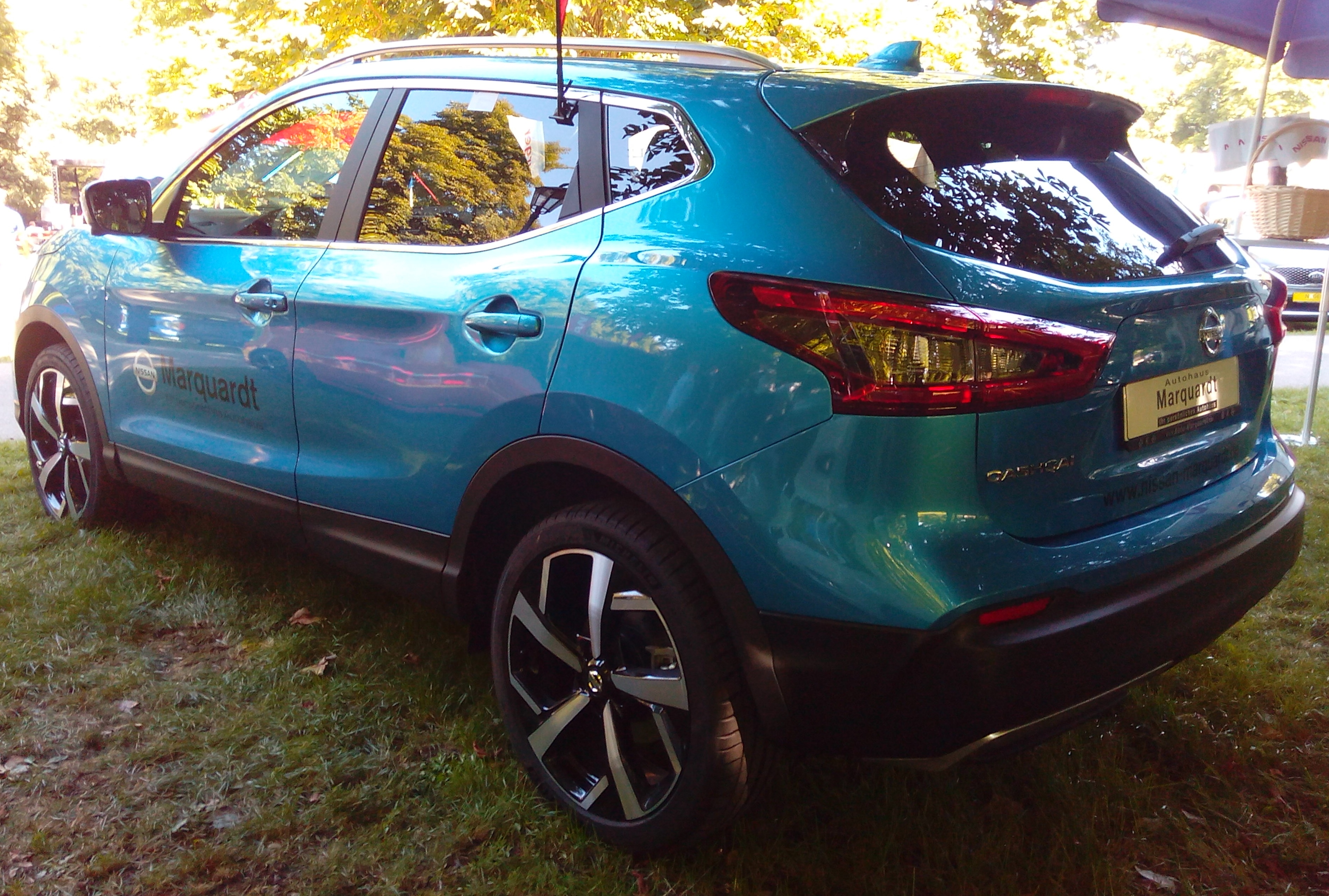

### Desenvolupament i vida comercial
Neix al setembre del 2017 per a la seva comercialització, i el seu model inicia el 2019 a causa de la nova normativa WLTP, és a dir, nous motors, millors paràmetres de consum i emissions. Els canvis més destacables serien que a la davantera canvia l'estètica a les llums antiboira, canvia l'estètica interior, apareix un nou color "blau Vivid", llantes amb dissenys més moderns i altres canvis menors. Motors: Família E6D, dos motors dièsel (115 i 130 cv) i dues gasolina (140 i 160 cv).
Caixes de canvi: Manual (6 velocitats) i automàtica xtronic (de variador continu).
Acabats: Es pot triar entre 5 acabats diferents, Visia (accés a la gamma), Acenta, N-Connecta, Tekna i Tekna+ (topall de gamma).